# Офицеры (фильм)
«Офице́ры» — советский художественный полнометражный фильм, поставленный на Киностудии имени М. Горького в 1971 году режиссёром Владимиром Роговы́м. Сюжет фильма основан на пьесе «Танкисты» советского писателя Бориса Васильева.
Премьера кинокартины в СССР состоялась 26 июля 1971 года. В прокате фильм собрал около 53,4 млн зрителей.
Фильм был снят на чёрно-белую плёнку. В 2010 году был колоризован компанией «Формула цвета». Премьера цветной версии состоялась на Первом канале в День защитника Отечества в 2011 году. Василий Лановой ещё до показа высказал резко отрицательное отношение к колоризации фильма.

## Сюжет
События, показанные в фильме, происходят примерно с начала 1920-х годов до конца 1960-х. В России всё ещё идёт Гражданская война. Молодой курсант Алексей Трофимов по окончании училища направлен для прохождения службы в далёкий среднеазиатский гарнизон. Туда он отправляется со своей женой Любой. В гарнизоне от своего командира Алексей слышит слова, которые впоследствии становятся для него судьбоносными: «Есть такая профессия — Родину защищать».
На новом месте службы Трофимов знакомится с Иваном Вараввой, молодым командиром. Вместе они участвуют в разгроме банды басмачей курбаши Могабит-хана и его пленении. У Алексея рождается сын, названный в честь его погибшего командира — Егором. После Средней Азии пути друзей расходятся. Варавва отправляется учиться в военную академию и, прощаясь, просит об одном: чтобы Алексей и Люба назвали своего будущего внука в его честь — Иваном.
Воинская судьба бросает героев по горячим точкам. Следующее место службы — Китай, где Трофимов вновь пересекается с Вараввой, находящимся в качестве военного советника в рядах китайской армии, воюющей с японцами.
Егор Трофимов растёт и мечтает стать офицером, Люба учится в медицинском, а её муж постоянно находится в командировках — в одной из них, в Испании, он получает ранение в спину.
Начинается Великая Отечественная война. Алексей и его сын отправляются на фронт, а Люба становится начальником военного санитарного поезда. На одной из станций её находит Маша Белкина — возлюбленная Егора. Она оставляет Любе её внука Ивана, так как решает отправиться радисткой на передовую и потому не может сама ухаживать за ребёнком.
На другой остановке, во время погрузки раненых, военно-санитарный поезд попадает под атаку прорвавшихся к станции немецких танков. Раненые солдаты, кто может держать оружие, занимают оборону, чтобы задержать танки — и в критический момент им на помощь приходят советские танки. После боя Люба подписывает похоронки — и на фотографии, обнаруженной у погибшего танкиста без документов, она узнаёт своего сына.
В послевоенное время Герой Советского Союза Алексей Трофимов в звании генерал-майора командует Кантемировской танковой дивизией (той самой, где служил его сын). Его внук, Иван, определён в Московское Суворовское военное училище и красуется на доске почёта. Впрочем, он не всегда безупречен. Однажды, находясь в увольнении, Ваня без разрешения направляется в зоопарк и, засмотревшись на бегемота, опаздывает в училище более чем на два часа. За это он получает взыскание: его не отпускают в очередное увольнение и вместе с другими нарушителями дисциплины заставляют драить полы.
Алексея вызывают в Министерство обороны к одному из начальников управлений. Им оказывается Варавва — уже в звании генерал-полковника, дважды Герой Советского Союза, назначенный руководить управлением. Варавва предлагает Алексею заканчивать активную службу и переходить на преподавательскую работу в Москве. Алексей не торопится с ответом, ведь ему дорога́ эта дивизия — в ней воевал Егор. Посоветовавшись с Любой, Алексей оставляет последнее слово за ней. Люба решает остаться в дивизии. Варавва знакомится с внуком Алексея и, узнав, что тот является его тёзкой, едва сдерживает чувства.
В конце фильма третьему поколению семьи Трофимовых — внуку Ивану, уже взрослому капитану ВДВ, «приказом министра обороны СССР за образцовое выполнение служебных обязанностей и проявленное при этом мужество и героизм, умелое воспитание и обучение личного состава подразделения» досрочно присвоено воинское звание майора.
Также показана героическая смерть его родителей на войне и кадры из боевой молодости Трофимова и Вараввы, вперемешку с фрагментами документальной кинохроники.

## История создания
Инициатором создания фильма был министр обороны СССР Андрей Гречко, основная идея фильма ему виделась следующим образом: «Мне нужен фильм о жене офицера — в основе, и двое героев рядом». Считается, что ставшие впоследствии крылатыми слова «Есть такая профессия — Родину защищать!» были сказаны именно им. Фильм заказывался как рассказ о нелёгкой жизни офицерских жён.
Сюжет фильма основан на пьесе «Танкисты» советского писателя-фронтовика Бориса Васильева и первоначально носил то же название. Пьеса была написана в 1970 году и с тех пор выдержала множество переизданий. Первоначальный вариант сценария был рассчитан на две серии; первая серия должна была захватить период «Большого террора» и окончиться арестом и тюремным сроком главных героев, во второй серии с началом Великой Отечественной войны их выпускали, чтобы отправить на фронт. Тем не менее министру такой сюжет не понравился, и он потребовал от киностудии сократить двухсерийный вариант, а Васильев не хотел сам сокращать сценарий, поэтому он был передан на переделку Кириллу Рапопорту.

…в окончательном варианте «Офицеров» есть накладка: ну как это — два генерала, ровесники и друзья детства, встречаются, и вдруг один с изумлением: «Ты?!» Почему он удивляется, что друг-то здесь, что он жив? Или эти друзья-генералы не интересовались судьбой друг друга? Да просто оба сидели — и оба уцелели в той мясорубке. Вот чему он удивляется…
— Интервью Б. Васильева журналу «Медведь»
Для Владимира Рогового картина стала дебютом в качестве режиссёра. Борис Васильев предложил на главную роль в картине Георгия Юматова. Режиссёр сначала отказывался. Васильев поручился за него.
Кроме этого, между Лановым и Юматовым были очень натянутые отношения. Ещё в 1950-е годы Юматов мечтал сняться в фильме «Павел Корчагин», но вместо него тогда на роль взяли Ланового. На съёмках «Офицеров» актёры помирились.
Многие члены съёмочной группы сами прошли через войну. В сцене, когда после возвращения Алексея из Испании жена видит у него след от ранения на спине, этот след настоящий — Юматов был ранен во время Великой Отечественной войны.
Съёмки фильма проходили по всему Советскому Союзу: в Москве, Подмосковье, Калинине, Севастополе (железнодорожная петля возле Инкермана), Ашхабаде. Сцена возле некоего военного ведомства, где находился кабинет генерала Вараввы, снималась возле центрального входа на химфак МГУ на Ленинских горах.. Эпизод с санитарным поездом снимали на станции Белокаменная Малого кольца Московской железной дороги.
По сюжету фильма, внук Трофимовых — Иван — выбрал службу в ВДВ. Этот эпизод в сценарий фильма был включён для популяризации воздушно-десантных войск по просьбе генерала армии Василия Маргелова, в то время — командующего ВДВ. По его же инициативе в фильме появились кадры учений с участием ВДВ.
Финальную песню «Вечный огонь» («От героев былых времён…»; слова Евгения Аграновича, музыка Рафаила Хозака) исполнил Владимир Златоустовский, второй режиссёр картины и исполнитель небольшой роли.
Натурные съёмки картины проходили под Ашхабадом. Во время съёмок сцены погони главных героев на лошадях случилось ЧП. Алине Покровской дали неподкованную спортивную лошадь, которая буквально только что сошла с соревнований. Едва актриса села в седло, лошадь внезапно сорвалась с места и, закусив удила, помчалась вперёд. Георгий Юматов крикнул: «Алину лошадь понесла!», на это мгновенно отреагировал Василий Лановой — и они вместе бросились вслед, зажали лошадь с двух сторон, затем взяли её под уздцы и остановили.
По словам Виктора Мережко, Георгий Юматов не очень любил эту картину. Он думал, что фильм обречён на провал, поскольку считал режиссёра Владимира Рогового неопытным. Персонаж, роль которого исполнял Юматов, казался ему поверхностным и недалёким с позиций личного фронтового опыта актёра: сам Юматов прошёл войну и знал, что это такое.

## В фильме снимались

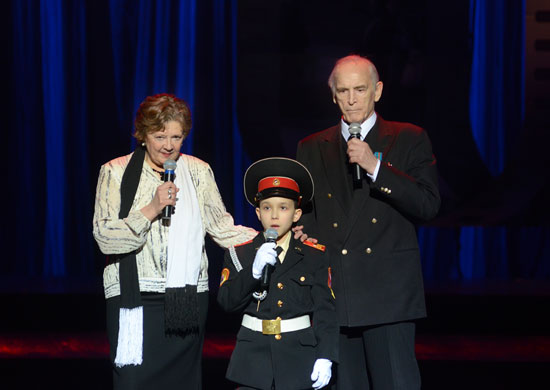
Алина Покровская и Василий Лановой на вечере, посвящённом 40-летию выхода фильма «Офицеры». ЦАТРА, 2012 год

- Георгий Юматов — Алексей Трофимов, красный командир, затем генерал-майор
- Алина Покровская — Любовь Андреевна Трофимова, жена Алексея
- Василий Лановой — Иван Варавва, красный командир, позднее генерал-полковник, друг Алексея[13][14]
- Андрей Анисимов — Егор (Георгий Алексеевич) Трофимов в детстве
- Александр Воеводин — Егор Трофимов в юности
- Наталья Рычагова — Мария Белкина, возлюбленная Егора
- Андрей Громов — Иван Трофимов, суворовец, сын Егора и Маши Белкиной, внук Любы и Алексея Трофимовых
- Юрий Сорокин — взрослый Иван Георгиевич Трофимов, капитан-десантник
- Владимир Дружников — Георгий Петрович, командир эскадрона, бывший царский офицер
- Шамухаммед Акмухаммедов — переводчик-предатель Керим

- Евгений Весник — фельдшер[15].
- Муза Крепкогорская — Анна Васильевна, мама Маши Белкиной
- Станислав Симонов — караульный
- Борис Гитин — дежурный по суворовскому училищу, старшина
- Владимир Златоустовский — майор Гаврилов, адъютант генерал-полковника Вараввы
- Роберт Чумак — командир дивизии

## Съёмочная группа

Памятник героям фильма возле здания Минобороны России

- Авторы сценария — Борис Васильев, Кирилл Рапопорт
- Режиссёр-постановщик — Владимир Роговой
- Оператор-постановщик — Михаил Кириллов
- Художник-постановщик — Михаил Фишгойт
- Композитор — Рафаил Хозак
- Звукооператор — Борис Корешков
- Текст песни — Евгений Агранович
- Редакторы — Вера Бирюкова, Алла Гербер
- Монтаж — А. Овчарова
- Режиссёр — Владимир Златоустовский

## Награды
- 1972 — Василий Лановой признан лучшим актёром года согласно опросу журнала «Советский экран»[16][17]
- 1972 — приз и диплом кинофестиваля трудящихся, проходившего в городах Чехословакии[17]

## Памятники героям фильма

Скульптурная композиция «Офицеры» в расположении Главного управления кадров Минобороны России

- 9 декабря 2013 года в Москве, на Фрунзенской набережной, открыт памятник героям фильма «Офицеры». Композиция (автор — скульптор Алексей Игнатов[18]) воспроизводит одну из сцен фильма — встречу после долгой разлуки двух боевых товарищей, а также супруги и внука одного из них. В церемонии открытии приняли участие министр обороны Российской Федерации Сергей Шойгу и актёры — народный артист СССР Василий Лановой и народная артистка РСФСР Алина Покровская, которые в «Офицерах» исполнили роли Ивана Вараввы и Любови Трофимовой[19].
- В сентябре 2018 года в помещении Главного управления кадров Минобороны России открылась скульптурная композиция «Офицеры», включающая фигуры двух героев фильма — командира взвода Алексея Трофимова (Георгий Юматов) и командира эскадрона Георгия Петровича (Владимир Дружников). Вверху за ними располагается знаменитая цитата из фильма: «Есть такая профессия — Родину защищать!»[20].
- 22 февраля 2022 года скульптурная композиция, посвящённая героям фильма, открыта у входа в Екатеринбургское суворовское военное училище[21].